# گرمایش خورشیدی
گرمایش خورشیدی به معنای استفاده از انرژی خورشید در جهت تأمین نیازهای گرمایشی باشد. انرژی که از خورشید به زمین می‌رسد در حدود ۱۰۱۸×۵/۱ کیلووات ساعت در طول یک سال است، که این مقدار ۱۰٬۰۰۰ بار بیشتر از کل انرژی مورد نیاز بشر در حال حاضر است. این در حالی است که بیشترین مصرف انرژی‌های فسیلی در جهت تولید گرمایش می‌باشد. سیستم‌های گرمایش خورشیدی که هم‌اکنون با عنوان آب گرمکن خورشیدی از آن‌ها یاد می‌شوند عمل ذخیره این تابش خورشید برای مصارف گرمایشی را انجام می‌دهند. این سیستم‌ها قابلیت اتصال به پکیج‌های گرمایشی را دارا می‌باشند.